# WASP-41
WASP-41 är en ensam stjärna i norra delen av stjärnbilden Kentauren. Den har en högsta kombinerad genomsnittlig skenbar magnitud av ca 11,6 och kräver ett teleskop för att kunna observeras. Baserat på parallax enligt Gaia Data Release 3 på ca 6,1 mas, beräknas den befinna sig på ett avstånd på ca 533 ljusår (ca 163 parsek) från solen. Den rör sig bort från solen med en heliocentrisk radialhastighet på ca 4 km/s.

## Egenskaper
WASP-41 är en gul till vit stjärna i huvudserien av spektralklass G8 V. Den har en massa som är ca 0,93 solmassa, en radie som är ca 0,9 solradie och har ca 0,65 gånger solens utstrålning av energi från dess fotosfär vid en effektiv temperatur av ca 5 500 K.  Stjärnan liknar solen i sin koncentration av tunga element, med ett metallicitets-Fe/H-index på -0,080 ± 0,090, men är mycket yngre med en ålder av ca 2,3 miljarder år. Den har stark stjärnfläcksaktivitet, med fläckar som täcker 3 procent av stjärnytan.
En undersökning 2017 upptäckte inga följeslagare.

## Planetsystem
År 2012 upptäcktes en exoplanet, kallad WASP-41b, i en snäv, cirkulär bana. Överföringsspektrumet som togs 2017 var grått och funktionslöst. Inga atmosfäriska beståndsdelar kunde urskiljas. Planetbanans plan för WASP-41b är något avvikande från stjärnans ekvatorialplan, med en vinkel på 9,15 +2,85−2,62°. Planetens jämviktstemperatur är 1 242 ± 12 K.
En annan planet, WASP-41c, upptäcktes 2015.  Planeterna är för långt ifrån varandra för att väsentligt påverka varandras banor. Den planetära jämviktstemperaturen för WASP-41c är 247 ± 5 K.
| Planet | Massa           | Halv storaxel (AE) | Siderisk omloppstid (d) | Excentricitet | Inklination     | Radie            |
| ------ | --------------- | ------------------ | ----------------------- | ------------- | --------------- | ---------------- |
| b      | 0,941 ± 0,4 MJ  | 0,04022 ± 0,00044  | 3,0524010 ± 0,000004    | <0,12         | 87,700 ± 0,080° | 1,200 ± 0,060 RJ |
| c      | ≥ 3,2 ± 0,20 MJ | 1,36 ± 0,04        | 421 ± 2                 | 0,294 ± 0,024 | >70 °           | -                |